# Szávai Nándor
Szávai Nándor, 1945-ig Kousz Nándor (Zágráb, 1906. július 27. – Budapest, 1979. január 30.) Kossuth-díjas irodalomtörténész, műfordító, gimnáziumi igazgató, 1948 és 1950 között oktatásügyi államtitkár. Demény Magda zenepedagógus, zongoraművész férje, Szávai János apja.

## Életútja, munkássága
Kousz Nándor (1878–1931) vasúti hivatalnok és Brabecz Antónia fiaként született; apja a Duna–Száva–Adria Vasútnál volt igazgató. Francia nyelv és irodalom szakon tanult a Budapesti Tudományegyetemen, ahol Eötvös-kollégista is volt, majd a tanulmányait Párizsban, a Sorbonne-on fejezte be. Hazaérkezvén doktorált és középiskolákban tanított. 1945-ben a Vallás- és Közoktatásügyi Minisztériumban osztályvezető-helyettes lett, majd 1946-tól a budapesti tankerület főigazgatói beosztásában működött. 1948–1950 között oktatásügyi államtitkárként tevékenykedett, e minőségében Ortutay Gyulával kidolgozott egy általános művelődésügyi tervezetet és részt vett az iskolák államosításában is. 1950-től gimnáziumi igazgatói beosztásban dolgozott, majd az ELTE-n mint szakvezető tanár oktatott, később a Francia Tanszék módszertani előadójaként működött, onnan vonult nyugalomba 1973-ban.
Esszéket, tanulmányokat írt az irodalom és a neveléstudomány témakörében. Fordította a francia és angol klasszikus és modern írók műveit. Főleg szépirodalmat fordított, de hasznos kézikönyveket, történelmi forrásokat és tankönyveket is. Egyik főmunkatársa volt a Világirodalmi lexikonnak.
Műfordítások lektorálásával is foglalkozott, a kötetekhez bevezető tanulmányokat vagy éppen utószavakat írt, vagy új köteteket ismertetett, minőségigényes színvonalon szolgálta az irodalmi ismeretek terjesztését, a magyar iskolaügyet és a közművelődést. Fordításait a mai napig újra és újra közreadják.

## Társasági tagság
- Magyar Pedagógiai Társaság (a gimnáziumi szakosztály elnöke 1967-től, 1975-től tiszteletbeli elnöke).

## Kötetei (válogatás)

### Tanulmányai
- Rend és szabadság az iskolában. (1949)
- Jean-Jacques Rousseau : tanulmány. (1964)
- Emberek és tájak : esszék. (1972)

### Műfordításai
- Virginia Woolf: Orlando : regény /ford. Szávai Nándor. Budapest : Révai, 1945.
- Louis Aragon: Les communistes Kommunisták : 1940 május – 1940 június : [regény] / ford. Gyergyai Albert, Szávai Nándor. Budapest : Szépirodalmi Könyvkiadó, 1953.
- Voltaire levelei / vál., bev. és jegyz. Gyergyai Albert ; ford. Szávai Nándor. Budapest : Gondolat, 1963.
- Walter Scott: Quentin Durward : [regény] / [ford. Máthé Elek, Szávai Nándor]. Budapest : Európa, 1966.
- Albert Camus (1913-1960) L'étranger Albert Camus regényei : Közöny ; A pestis ; A bukás / [ford. Gyergyai Albert, Győry János, Szávai Nándor ; ill. Sziráki Endre. Budapest : Európa, 1970.

## Díjai, elismerései
- Kossuth-díj (1948)